# オーデン大門ビル
オーデン大門ビル（オーデンだいもんビル）は、三重県津市大門254にある建築物。旧称は四日市銀行津支店（よっかいちぎんこうつしてん）。登録有形文化財。大門商店街にある。古典的で重厚な昭和初期の銀行建築であり、古代ギリシア建築を模した4本のイオニア式オーダー（円柱）が特徴である。

## 歴史
1928年（昭和3年）頃、四日市銀行（現在の三十三銀行）津支店として建設された。1930年（昭和5年）から1935年（昭和10年）まで四日市銀行として営業していた。
1941年（昭和16年）には四日市銀行が建物を売却した。太平洋戦争末期の津空襲では津市中心部が焼け野原になったが、この建物は大門周辺で空襲を乗り越えた数少ない建造物とされる。1958年（昭和33年）まで住友生命津支部などとして使用された。また、戦後は酒類販売店、画廊、毛糸販売店などとなった。
2010年（平成22年）10月18日、オーデン大門ビルにカフェ「ヒラソル」などの「にぎわいプラザin大門」がオープンした。津市が出資するまちづくり津夢時風が実施し、三重大学の学生が運営する。2011年（平成23年）7月11日にはにぎわいプラザに主婦らによるコミュニティレストラン「O+」（オープラス）が開店した。2013年（平成25年）10月19日、建物内に子育て支援センターの大門いこにこ広場がオープンした。
2018年（平成30年）5月10日、登録有形文化財に登録された。同年には大門商店街（大門通り）の鉄骨造の全蓋式アーケードが撤去され、建物の全容が見渡せるようになった。

## 建築

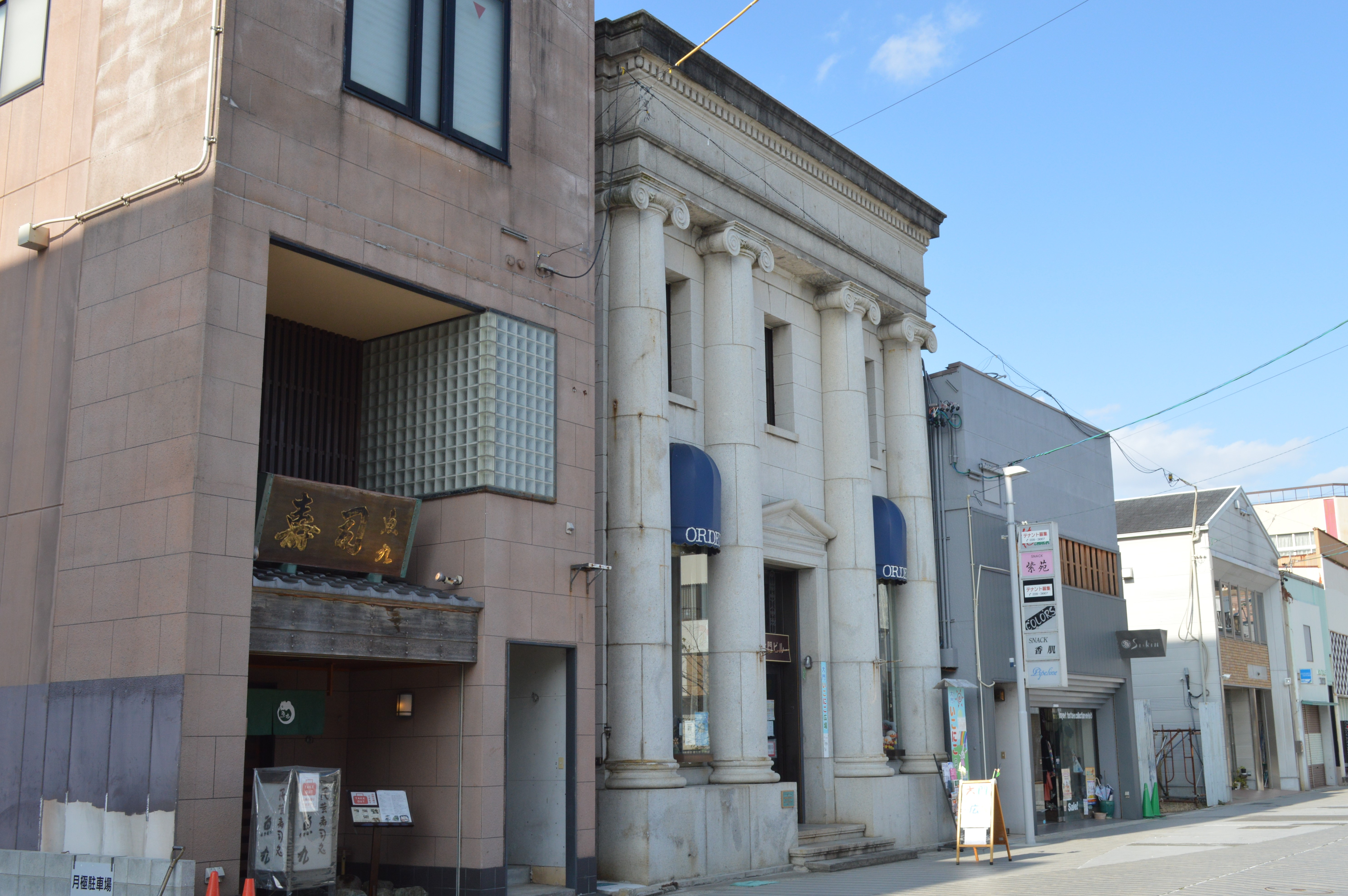
大門商店街とオーデン大門ビル

2018年（平成30年）に全蓋式アーケードが撤去された大門商店街（大門通り）に東面している。登記簿などの資料がなく、建築に関与した設計士や建築会社は不明である。建物の所有者は不動産管理会社の株式会社オーデン。
鉄筋コンクリート造2階建であり、屋上に塔屋と煙突が付いている。正面には古代ギリシア建築を模したイオニア式オーダー（円柱）が4本並んでおり、中央玄関の上部にはペディメントが据えられている。昭和初期の銀行建築の好例とされる。